# أنور إبراهيم
أنور بن إبراهيم (مواليد 10 أغسطس 1947)، سياسي ماليزي ورئيس وزراء ماليزيا الحالي بعد الانتخابات العامة في نوفمبر 2022. لمع نجمه مطلع التسعينيات كواحد من أبرز القادة السياسيين في ماليزيا خاصة وآسيا عامة. شغل منصب نائب رئيس وزراء ماليزيا ووزير المالية في عهد رئيس الوزراء السابق مهاتير محمد، وكان متوقعًا له أن يخلف مهاتير في قيادة التحالف الوطني الحاكم لولا الخلاف الذي وقع بين الرجلين في عام 1998.
في عام 1998 أقيل أنور من جميع مناصبه السياسية واقتيد إلى السجن عقب اتهامه بتهم عدة من بينها تهمة «الفساد المالي والإداري» وتهمة «اللواط»، كما حكم عليه القاضي بستة سنوات سجن في سبتمبر 1999 بتهم الفساد. لينقض الحكم في 2004. وقد شككت الكثير من المؤسسات والحكومات بنزاهة المحاكمة، ولكن ذلك لم يمنع الحكومة الماليزية آنذاك من المضي في الحكم.
وعلى الرغم من إمضاء أنور لمحكوميته وخروجه من السجن عام 2004، إلا أن طموحاته السياسية لم تتوقف. فبعد أشهر من العلاج في ألمانيا عاد لينضم صفوف المعارضة الماليزية عبر حزبه الجديد «حزب عدالة الشعب». وفي 8 مارس/آذار 2008 فاز حزب أنور إبراهيم بواحد وثلاثين مقعدا من أصل 222 مقعدا في البرلمان الماليزي. ولم يستطع أنور خوض الانتخابات بسبب الحظر الذي فرض عليه والذي انتهى يوم 15 أبريل 2008 في احتفالية حضرها عشرات الآلاف من أنصاره، لكنه صار زعيما للمعارضة الماليزية داخل البرلمان.
في ديسمبر 2009 رفضت المحكمة العليا الماليزية الاستئناف الذي تقدم به إبراهيم بغرض إسقاط تهم اللواط الموجهة ضده للمرة الثانية، لتقضي بالمضي في المحاكمة مجددا.
في فبراير 2010 بدأت محاكمة جديدة له بتهمة اللواط مجددا حيث وصف المحاكمة «بالمؤامرة» مضيفاً بأنها «ذات دوافع سياسية» و«أنها مؤامرة دبرها فاسدون». كما وجه اتهاما لرئيس الوزراء الماليزي نجيب تون عبد الرزاق وزوجته بأنهما ضالعان في المؤامرة كونهما حسب قوله قابلا مساعده السابق «محمد سيف البخاري ازلان» قبل توجيه التهمة. ويذكر عدد من المحللين السياسيين أن المحاكمة الأخيرة هدفها توجيه الأنظار عن الأزمة الطائفية في البلاد وكذلك الضعف في الاقتصاد الماليزي. وحُكم عليه بالبراءة للمرة الثانية أُفْرِّج عن أنور إبراهيم يوم الأربعاء الموافق 16/5/2018. كان إبراهيم ومهاتير محمد حليفين، ثم تحولا إلى عدوين، ثم وحّدا صفوفهما مجددا لخوض الانتخابات التي جرت الأربعاء 16/5/2018 وأطاحت بحكومة نجيب عبد الرزاق ووعد مهاتير ان يتخلى عن الحكم لصالح أنور إبراهيم خلال السنتين القادمتين.

## وصلات خارجية
- أنور إبراهيم على موقع IMDb (الإنجليزية)
- أنور إبراهيم على موقع الموسوعة البريطانية (الإنجليزية)
- أنور إبراهيم على موقع مونزينجر (الألمانية)

- الموقع الرسمي
- مدونة أنور إبراهيم